# Římskokatolická farnost Lukavec
Římskokatolická farnost Lukavec je územním společenstvím římských katolíků v rámci pelhřimovského vikariátu českobudějovické diecéze.

## O farnosti

### Historie
V roce 1350 je v Lukavci doložena plebánie. Farnost patřila původně do královéhradecké diecéze, odkud byla v roce 1993 převedena do pelhřimovského vikariátu diecéze českobudějovické.

#### Přehled duchovních správců
- 1717–1762 R.D. Jan František Chlup
- 1762–1775 R.D. Antonín Svoboda
- 1775–1823 R.D. Antonín Janinalli
- 1824–1831 R.D. František Sháněl
- 1831–1848 R.D. Josef Václav Cantani
- 1848–1869 R.D. Jan Křtitel Vrbický
- 1869–1883 R.D. Antonín Pacovský
- 1883–1894 R.D. Karel Smetana
- 1895–1904 R.D. Jan Krejčí
- 1905–1934 R.D. František Šáda
- 1935–1967 R.D. Josef Štumar
- 1968–1990 R.D. František Karvan
- 1991–2014 R.D. Rudolf Vošický
- od r. 2014 D. PhDr. Siard Dušan Sklenka, O.Praem.

### Současnost
Farnost má sídelního duchovního správce, který byl zároveň ex currendo administrátorem ve farnostech Křešín a Vyklantice, než byly tyto farnosti k 31. prosinci 2019 zrušeny a jejich území bylo 1. ledna 2020 připojeno k farnosti Lukavec.
| Fotografie | Kostel                          | Místo            | Bohoslužba             | Bohoslužba                  | Poznámka                      |
| ---------- | ------------------------------- | ---------------- | ---------------------- | --------------------------- | ----------------------------- |
|            | Kaple                           | Čeněnice         | neslouží se pravidelně | neslouží se pravidelně      | obecní kaple                  |
|            | Kaple                           | Dolní Lhota      | neslouží se pravidelně | neslouží se pravidelně      | obecní kaple                  |
|            | Kaple                           | Holýšov          | neslouží se pravidelně | neslouží se pravidelně      | obecní kaple                  |
|            | Kaple                           | Chýstovice       | neslouží se pravidelně | neslouží se pravidelně      | obecní kaple                  |
|            | Kaple                           | Kramolín         | neslouží se pravidelně | neslouží se pravidelně      | obecní kaple                  |
|            | Kostel svatého Bartoloměje      | Křešín           | neděle                 | 11.00                       | bývalý farní kostel           |
|            | Kostel sv. Václava              | Lukavec          | neděle středa pátek    | 9.30 8.00 19.00 (letní čas) | farní kostel                  |
|            | Kaple Panny Marie               | Lukavec          | neslouží se pravidelně | neslouží se pravidelně      | hřbitovní kaple               |
|            | Kostel sv. Jakuba Staršího      | Mezilesí         | 1. neděle v měsíci     | 14.00                       | filiální kostel               |
|            | Kaple svatého Huberta           | Petrovsko        | neslouží se pravidelně | neslouží se pravidelně      | kaple                         |
|            | Kaple                           | Salačova Lhota   | neslouží se pravidelně | neslouží se pravidelně      | obecní kaple                  |
|            | Kaple svaté Anny                | Staré Vyklantice | neslouží se pravidelně | neslouží se pravidelně      | hřbitovní kaple               |
|            | Kaple                           | Starý Smrdov     | neslouží se pravidelně | neslouží se pravidelně      | kaple                         |
|            | Kaple                           | Štědrovice       | neslouží se pravidelně | neslouží se pravidelně      | obecní kaple                  |
|            | Kaple                           | Týmova Ves       | neslouží se pravidelně | neslouží se pravidelně      | obecní kaple                  |
|            | Kaple                           | Velká Ves        | neslouží se pravidelně | neslouží se pravidelně      | obecní kaple                  |
|            | Kostel svatého Jana Nepomuckého | Vyklantice       | neděle                 | 8.00                        | bývalý farní kostel           |
|            | Kaple                           | Zdiměřice        | neslouží se pravidelně | neslouží se pravidelně      | align="center" \|obecní kaple |

### Související stránky
- Římskokatolická farnost Křešín
- Římskokatolická farnost Vyklantice